# Митинская (Шенкурский район)
Митинская — деревня в Шенкурском районе Архангельской области. Входит в состав муниципального образования «Ровдинское».

## География
Деревня расположена в южной части Архангельской области, в таёжной зоне, в пределах северной части Русской равнины, в 50 километрах на юг от города Шенкурска, на правом берегу реки Ваги. Ближайшие населённые пункты: на севере деревня Тушевская, на западе, на противоположенном берегу реки, деревня Болкачевская.
Часовой пояс
Митинская, как и вся Архангельская область, находится в часовой зоне МСК (московское время). Смещение применяемого времени относительно UTC составляет +3:00.

## Население
| 2002 | 2010 | 2012 |
| ---- | ---- | ---- |
| 0    | ↗4   | ↗7   |

## История
Указана в «Списке населённых мест по сведениям 1859 года» в составе Шенкурского уезда(1-го стана) Архангельской губернии под номером «1979» как «Митинская». Насчитывала 5 дворов, 25 жителей мужского пола и 30 женского.
В «Списке населенных мест Архангельской губернии к 1905 году» деревня Митинская (Дубинина) насчитывает 13 дворов, 62 мужчины и 51 женщину.  В административном отношении деревня входила в состав Устьпуйского сельского общества Ровдинской волости.
На 1 мая 1922 года в поселении 25 дворов, 53 мужчины и 90 женщин..